# Sint-Catharinakerk (Heusden)
De Sint-Catharinakerk is een voormalig rooms-katholieke parochiekerk te Heusden.
De geschiedenis van de parochie gaat gelijk op met die van de Grote of Sint-Catharinakerk, die echter na 1579 protestants werd. Sindsdien moesten de katholieken hun toevlucht nemen tot Bokhoven, de kapel van Kasteel Onsenoort of Drunen, dat pas in 1648 tot de Republiek der Verenigde Nederlanden zou gaan behoren.
Vanaf 1692 werd een schuurkerk toegestaan. In 1739 werd de schuurkerk nog vergroot. Ze bleef in gebruik tot 1841. In dit jaar werd een waterstaatskerk ingewijd. Deze stond op de hoek van de Herptsestraat-Roomsche Kerkstraat. Ze werd echter in november 1944 door de Duitse troepen opgeblazen. Er werd een noodkerk ingericht in het patronaatsgebouw. Deze werd op 13 mei 1945 in gebruik genomen.
Een nieuwe kerk werd gebouwd op het terrein waar eens de voorburcht van het Kasteel Heusden was gelegen. Deze nieuwe kerk werd op 25 mei 1950 ingewijd en in 1960 voorzien van een toren. Architect was Nico van der Laan en het in basilicastijl uitgevoerde kerkgebouw is een uiting van de vroege periode van de Bossche School. De kerk bevat edelsmeedwerk van Harry van den Thillart en Jan Noyons en houten beelden van Jo Uiterwaal.
De parochie maakt sinds 2003 met Herpt en Hedikhuizen deel uit van de Bernse Maasparochies. In december 2018 werd de kerk aan de eredienst onttrokken, om daarna verbouwd te worden tot een appartementencomplex.